# Alberto Mario Banti
Alberto Mario Banti (Pisa, 3 giugno 1957) è uno storico italiano, professore ordinario all'Università di Pisa.

## Biografia
Alberto Mario Banti si laurea in lettere presso l'Università di Pisa nel 1980. Dal 1981 al 1984 segue un corso di perfezionamento in Storia presso la Scuola normale superiore di Pisa, e, successivamente, nel triennio 1985-88, un ulteriore corso di dottorato in Storia e civiltà presso l'Istituto universitario europeo di Firenze, dove nel 1988 consegue il dottorato di Ricerca in Storia e Civiltà con menzione speciale della commissione.
Dal 2001 è professore ordinario di storia dell'età contemporanea presso l'Università di Pisa, dove svolge un'opera di ricerca storica, collaborando con diversi dipartimenti della facoltà di lettere e filosofia, in particolare con il dipartimento di Civiltà e Forme del Sapere.
Nel 2021 è stato titolare della cattedra "De Sanctis" presso il Politecnico Federale di Zurigo.
Dal 2022 è membro dell'Accademia dei Lincei.
Tra le sue collaborazioni fisse con riviste storiche, sono da annoverare quelle con la European History Quarterly, essendo egli membro dell'Advisory board dal 2004; mentre dal 2009 è direttore, insieme ad Arnold Davidson, Vinzia Fiorino e Carlotta Sorba, della collana «Studi culturali» pubblicata dalla casa editrice pisana ETS.
Per quanto riguarda le sue pubblicazioni in materia di storia del Risorgimento - che ha insegnato dal 1992 al 2001 all'Università di Pisa -, nel settembre del 2006 al suo libro L'onore della nazione. Identità sessuali e violenza nel nazionalismo europeo dal XVIII secolo alla Grande Guerra (Einaudi, Torino 2005) è stato attribuito l'ambito Premio SISSCO (Società Italiana per lo Studio della Storia Contemporanea) per il miglior libro di argomento storico contemporaneistico pubblicato nel 2005.

### La diatriba con Benigni
Nel 2011 ha pubblicato un articolo sul quotidiano il manifesto in cui ha espresso un giudizio fortemente negativo sulla apparizione di Roberto Benigni al Festival di Sanremo di quell'anno, durante la quale il comico, attore e regista toscano ha compiuto un'esegesi dell'inno nazionale italiano, Il Canto degli italiani, scritto dal patriota Goffredo Mameli nel 1847. Banti gli rimprovera, in particolare, l'elogio da lui fatto dei valori di quello che nel suo articolo definisce "una sorta di neo-nazionalismo italiano", opposto a quello utopistico della Lega Lombarda di Umberto Bossi, difensore di una presunta regione "padana", ma sostanzialmente uguale da un punto di vista valoriale, e che lo storico pisano definisce "pericoloso", sulla scorta dell'uso propagandistico del nazionalismo che ne è stato fatto sin dai primi anni del Novecento.

## Opere
- Terra e denaro. Una borghesia padana dell'Ottocento, Venezia, Marsilio, 1989
- I proprietari terrieri nell'Italia centro-settentrionale, in Piero Bevilacqua (a cura di), Storia dell'agricoltura italiana in età contemporanea, II, Uomini e classi, Venezia, Marsilio, 1990
- Storia della borghesia italiana. L'età liberale, Roma, Donzelli, 1996. ISBN 88-7989-170-7.
- La nazione del Risorgimento. Parentela, santità ed onore alle origini dell'Italia unita, Torino, Einaudi, 2000. ISBN 88-06-15276-9.
- Immagini della nazione nell'Italia del Risorgimento, a cura di e con Roberto Bizzocchi, Roma, Carocci, 2002. ISBN 88-430-2096-X.
- Il Risorgimento italiano, Roma-Bari, Laterza, 2004. ISBN 88-420-7174-9.
- L'onore della nazione. Identità sessuale e violenza nel nazionalismo europeo dal XVIII secolo alla grande guerra, Torino, Einaudi, 2005. ISBN 88-06-17815-6.
- Storia d'Italia. Annali, XXII, Il Risorgimento, a cura di e con Paul Ginsborg, Torino, Einaudi, 2007. ISBN 978-88-06-16729-5.
- Il senso del tempo. Manuale di storia, 3 voll., Roma-Bari, Laterza, 2008. ISBN 978-88-421-0855-9, ISBN 978-88-421-0856-6, ISBN 978-88-421-0857-3.
- L'età contemporanea. Dalle rivoluzioni settecentesche all'imperialismo, Roma-Bari, Laterza, 2009. ISBN 978-88-420-9143-1.
- L'età contemporanea. Dalla Grande Guerra a oggi, Roma-Bari, Laterza, 2009. ISBN 978-88-420-9064-9.
- Le questioni dell'età contemporanea, Roma-Bari, Laterza, 2010. ISBN 978-88-420-9111-0.
- Nel nome dell'Italia. Il Risorgimento nelle testimonianze, nei documenti e nelle immagini, a cura di, Roma-Bari, Laterza, 2010. ISBN 978-88-420-9465-4.
- Sublime madre nostra. La nazione italiana dal Risorgimento al fascismo, Roma-Bari, Laterza, 2011. ISBN 978-88-420-9534-7.
- Atlante culturale del Risorgimento. Lessico del linguaggio politico dal Settecento all'unità, a cura di e con Antonio Chiavistelli, Luca Mannori e Marco Meriggi, Roma-Bari, Laterza, 2011. ISBN 978-88-420-9589-7.
- Eros e virtù. Aristocratiche e borghesi da Watteau a Manet, Roma-Bari, Laterza, 2016. ISBN 978-88-581-2578-6
- Wonderland. La cultura di massa da Walt Disney ai Pink Floyd, Roma-Bari, Laterza, 2017. ISBN 978-88-581-2921-0
- Éros et vertu. Le corps des femmes de Watteau à Manet, Paris, Alma Editeur, 2018, ISBN 978-2-36279-291-5
- The Nation of the Risorgimento. Kinship, Sanctity, and Honour in the Origins of Unified Italy, Routledge, Abingdon 2020, ISBN 978-0-367-42941-6